# 2011年亞洲冬季運動會中華台北代表團
2011年亞洲冬季運動會中華台北代表團是中華民國（台灣）以“中華台北”名義，參與在哈薩克阿拉木圖和阿斯塔納舉行的2011年亞洲冬季運動會。

## 參賽選手
高山滑雪
選手：陳昆佑、陳昆瑋
冬季兩項
選手：劉永健、王耀毅
冰球
選手：丁邦耕、林宗翰、呂黎峰、林宏儒、沈延縉、游凱文、鄭崇佑、周罡、翁鐸、蔡柏全、黃源龍、沈延霖、呂柏浩、張醒漢、楊長霖、林以凡、黃意中
花式滑冰
男子：施文倡
女子：劉兆芝、楊雪芬
短道競速滑冰
男子組：蔡宇倫、楊博凱、楊舜帆、王揚淳
女子組：鐘筱瀅、林瑋、鄒穆茵、楊斯涵